# いばっピ
いばっピとは、茨城交通が発行・導入する同社一般路線バス専用非接触型ICカード乗車券である。茨城交通の登録商標。

## 概要
2015年12月1日開始。裏面に記載される個別番号の先頭2文字はIB。
名称は一般公募で選ばれた。開始時点ではストアードフェアのみで定期券機能は付いておらず、定期券機能は2016年2月下旬に開始された。本カード開始に合わせて通常運賃より安い一円単位のICカード専用運賃が実施された。
茨交の各地区では他カードと本カードの3種類並存状態となったが、本カードはどのカードとも相互利用に対応していない。
- 水戸市
Suica（東日本旅客鉄道）・PASMO（関東鉄道）
- 常陸太田市
Suica（東日本旅客鉄道）・でんてつハイカード（旧・日立電鉄交通サービス独自カード[現在・茨城交通日立オフィス]）

他のみちのりホールディングス傘下の事業者では、岩手県北自動車と関東自動車が地域連携ICカード（Suicaとの2in1カード、「iGUCA」「ハチカ」「totra」）を、湘南モノレールが「PASMO」をそれぞれ導入しているが、茨城交通は「相互利用には費用がかかりすぎる」として、現時点では交通系ICカード全国相互利用サービスには対応させる予定はない。
また、電子マネーサービスも未実施。本カード開始に伴って共通回数券以外の一般路線バス用紙製回数券は利用は2016年6月30日をもって、払い戻しは同8月31日をもって終了した。

## 沿革
- 2015年12月1日 - サービス開始
- 2016年2月27日 - 定期券サービス開始
- 2023年10月1日 - 茨城交通日立オフィスエリア内でサービス開始
- 2024年3月18日 - いばっピWEBサービス開始
- 2025年1月31日 - オートチャージサービスの新規受付を終了

## 種類

### 一般カード
- 無記名式
- 大人記名式
- 大人割引
- 小児記名式
- 小児割引

無記名式に限り紛失・盗難時の使用停止・再発行・オートチャージ登録ができない。デボジットは500円である。

### 定期券カード
- 通勤定期券（往復定期券・片道定期券）

　1カ月・3ヵ月・6ヵ月・端数定期券
- 通学定期券（往復定期券・片道定期券）

　1カ月・3ヵ月・6ヵ月・端数定期券・学期定期券・後期定期券・年間定期券「キャンパスポート365」
- 2枚定期

　1枚のいばっピに2種類の定期券を設定可能
- 年間定期券・学期定期券
- 高齢者向け　全線フリー定期券　茨交漫遊パス(満65歳以上 )

## システム

### 発売・チャージ
カードは茨城交通の営業所、水戸駅前案内所で発売する。無記名式に限り取扱バス車内でも発売。発売額はデポジット500円込みの2000円。現金チャージは取扱バス車内の運賃箱や茨城交通の営業所、水戸駅前案内所で取り扱う。なお、無記名式カードの発売や現金チャージ、定期券・漫遊パスの更新は自動積み増し機（茨大前営業所、水戸駅前案内所に設置）でも対応している。オートチャージ機能を設定することも可能（新規受付は2025年1月31日をもって終了）。

### 利用履歴確認
茨城交通の営業所、水戸駅前案内所、ならびに自動積み増し機にて、直近20件分の利用履歴を確認・印刷することが可能である。なお、履歴の表示内容は、自動積み増し機と窓口とで異なり、前者では利用日・利用金額・積み増し額、後者では利用日時・利用種別・利用停留所・利用金額・積み増し額の確認となる。

### 割引制度
利用者割引（10%）、平日昼間割引（10%）[平日10時から14時までに乗車又は降車]、乗継割引（50円）[前の降車から60分以内の乗車]の割引サービスがある。利用者割引は割引後の額がIC運賃（「いばっピ運賃」）として公式サイトの運賃検索において表示される。
障害者割引(50%)は、記名式のみで中学生以上では、身体障害者手帳、療育手帳、精神障害者手帳のいずれかを交付されている場合、手帳といばっピを水戸駅前案内所や各営業所の窓口で手続きすることにより、自動的に割引額が引き落とされるようになる。有効期限は、手帳に記載された有効期限又は誕生日のいずれか短い日まで有効であるため、最長でも1年ごとに更新が必要となる。小学生以下では、身体障害者手帳、療育手帳、精神障害者手帳のいずれかを交付されている場合、小学校を卒業する年の3月31日又は手帳に記載された有効期限のいずれか短い日まで有効である。処理されている券面には、○に割が入った文字が印字される。

### 提携サービス
常陽銀行クレジットカード「JOYO CARD Plus」利用者向けに本カードのオートチャージで現金還元するキャンペーンを2016年5月まで実施していた。その後。2024年2月に、VISAデビットキャンペーンを実施した。